# Kościół Matki Bożej z Góry Karmel we Fleur-de-Lys
Kościół Matki Bożej z Góry Karmel (malt. Il-Knisja tal-Madonna tal-Karmnu, ang. Church of Our Lady of Mount Carmel) – rzymskokatolicki kościół parafialny położony w miejscowości Fleur-de-Lys, przedmieściu Birkirkary na Malcie. Został zbudowany przez karmelitów w latach 1945–1946, a w 1975 stał się kościołem parafialnym. 

## Historia
Podczas i po II wojnie światowej, Fleur-de-Lys było jedną z kilku osad na Malcie, które znacznie się rozrosły, a to za sprawą uchodźców z bombardowanych Trzech Miast, którzy przenieśli się w te okolice. W tamtym czasie Fleur-de-Lys stanowiła część parafii Santa Venera prowadzonej przez karmelitów, którzy byli zatroskani, ponieważ niewielu mieszkańców tej okolicy uczęszczało na mszę do Santa Venera.
Proboszcz Alfons Zammit rozpoczął poszukiwania działki we Fleur-de-Lys, która nadawałaby się pod budowę kościoła dla tego obszaru. Niestety na znalezionej działce nie można było budować kościoła z powodu wojny. Po wojnie kościół zaprojektował architekt Ġużè Damato, a budowniczymi byli Ġużè i Antonio Falzonowie. Pierwszy kamień położył 14 stycznia 1945 przełożony prowincjalny Petru Dimech. Budowa postępowała szybko. Budynek pobłogosławiono 31 grudnia 1946, a uroczyste otwarcie nastąpiło 1 stycznia 1947 r. Kościół wraz z ołtarzem głównym został poświęcony przez abpa Mikiela Gonziego 14 maja 1948.
18 stycznia 1975 arcybiskup Gonzi podpisał dekret ustanawiający Fleur-de-Lys odrębną parafią. Dekret wszedł w życie 25 stycznia 1975 i kościół stał się kościołem parafialnym.

## Dzieła sztuki
W ołtarzu kościoła znajduje się obraz autorstwa Anthony’ego Caruany, który przedstawia Dziewicę Maryję wręczającą szkaplerz św. Szymonowi Stockowi. Po obu stronach ołtarza znajdują się także obrazy świętych Alfonsa Liguori i Alberta z Jerozolimy. Tytułowa statua przedstawiająca Matkę Bożą z Góry Karmel została zakupiona w 1948 w Rzymie. W kościele znajdują się także posągi św. Józefa i Matki Bożej Bolesnej.
Przez jakiś czas kościół miał cztery dzwony, które zostały później zdemontowane.